# Tiefer

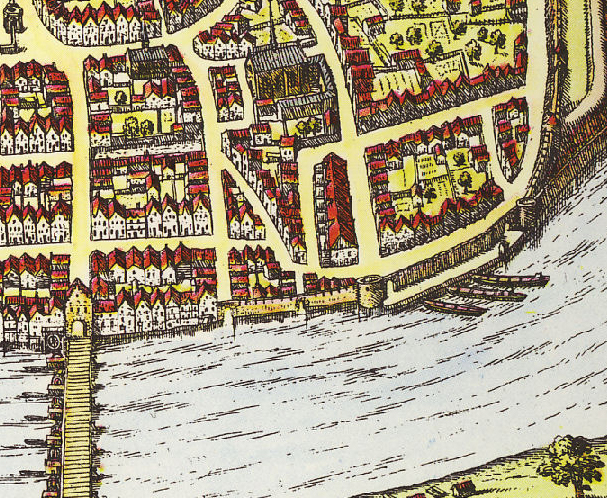
Plan von Hogenberg von 1588/89: Links die Große Weserbrücke, rechts davon der Bereich der Tiefer

Die Tiefer ist eine alte Straße in Bremen, die in der Altstadt an der Weser zwischen der westlichen Wilhelm-Kaisen-Brücke und dem östlichen Osterdeich verläuft. Nach Westen schließt die Martinistraße und nach Osten die Straße Osterdeich an.
Die Querstraßen wurden benannt als Stavenstraße (1453: sunde Mertens stoven) und Stavendamm nach Stave = Stube, da es hier Badestuben für die Besatzung der Schiffe gab, Wüste Stätte vermutlich um 1659 nach der wüsten Stätte auf Grund eines Brandes in dem Jahr, Hinter der Holzpforte nach den beiden Holtporten bzw. Kleine Holtporten in der Bremer Stadtmauer und Marterburg nach der Mattenborch, die Abgabestelle für den Kornzins als Matten = Mehlbehälter  mit ca. 60 Pfund Inhalt.  Sie führen in das Gängeviertel Schnoor, heute ein gut besuchtes Altstadtviertel. Nach Nordosten schließen die Straßen Altenwall und Am Wall an.

## Geschichte

### Name
Die Straße hatte 1333 den Namen Tivera. Diese Bezeichnung Tie-vere könnte möglicherweise von Tie als Versammlungsplatz oder Thingstätte und vere, also Fähre zum Tie abstammen, nicht jedoch auf Grund seiner tiefen Lage am Fluss, da im Niederdeutsch dafür das Wort deep oder diep benutzt wurde, wie bei der zur Weser herunter führenden Straße Diepenau.

### Mittelalter bis 1945
Im Mittelalter lag die Straße noch nicht direkt an der Weser. Zwischen der Straße und der Weser befanden sich die Packhäuser. Nördlich von der Tiefer floss noch ein Nebenarm der Weser, die Balge. Die zwischen Balge und Weser liegende Insel – die Balgeinsel – entsprach dabei weitestgehend dem späteren Martini- und Tieferviertel. Zu jener Zeit hatte die Balge eine Breite von 30 bis 50 Metern.
Mit dem Ausbau der Schlachtehäfen veränderte sich auch das Bild im Weserbereich vor der Tiefer. 1564 ist dieser Ausbau auf der alten Stadtansicht von 1550/1564 von Hans Weigel noch nicht erkennbar. Franz Hogenberg deutet in seinem Kupferstich Brema von 1588/89 eine gewisse Begradigung an. An der Weser stehen Giebelhäuser, und im östlichen Bereich steht ein Teilstück der Bremer Stadtmauer. Der Stadtplan Brema von 1640 von Matthäus Merian zeigt schon, dass vor den Giebelhäusern kleine Lastkähne angelegt haben und eine Kajenkante existieren muss. So sind auch in der Stadtansicht von Jürgen Landwehr von 1602 (andere Quellen 1617), die in der Güldenkammer im Bremer Rathaus hängt und in der Ansicht von Johann Landwehr (1661) diese Veränderungen an der Weser deutlich erkennbar.
1737 war die Bezeichnung Auff der Tiver bekannt. Der Straßenbereich umfasste auch die Klosterstraße, die zum früheren Pauls-Kloster führte und die Stavenstraße. Es gab zu dieser Zeit um die 110 Wohn- und Geschäftshäuser in dem größeren Bereich.

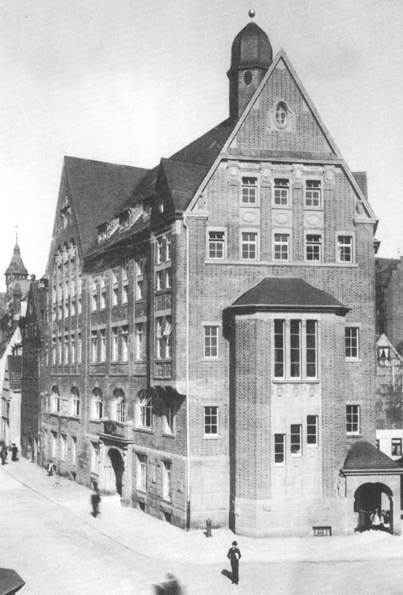
Bremer Staatsarchiv von 1910

Um 1820 sollen direkt an der Straße circa 60 Häuser gestanden haben. Für Zollschuppen mussten danach einige Häuser abgerissen werden.
Das Stadtoriginal Heini Holtenbeen wohnte um 1860 Auf dem Tiefer Nr. 20.
1902 entstanden die Dienstgebäude des Straßen-, Deich- und Wegebauamtes, woraus dann die Wasserstraßendirektion wurde. 1913 wurde ein Zollgebäude errichtet.
Architekt Albert Dunkel plante für den kaufmännischen Verein Union an der Wachtstraße/Ecke Tiefer 1903 ein Gebäude, das 1944 zerstört wurde.
Anlässlich des Abrisses des Stadthauses und dem Bau des Neuen Rathauses, zog das Bremer Staatsarchiv 1909 in ein von Albin Zill neu erbautes Gebäude an der Tiefer um.

### Entwicklung nach 1945

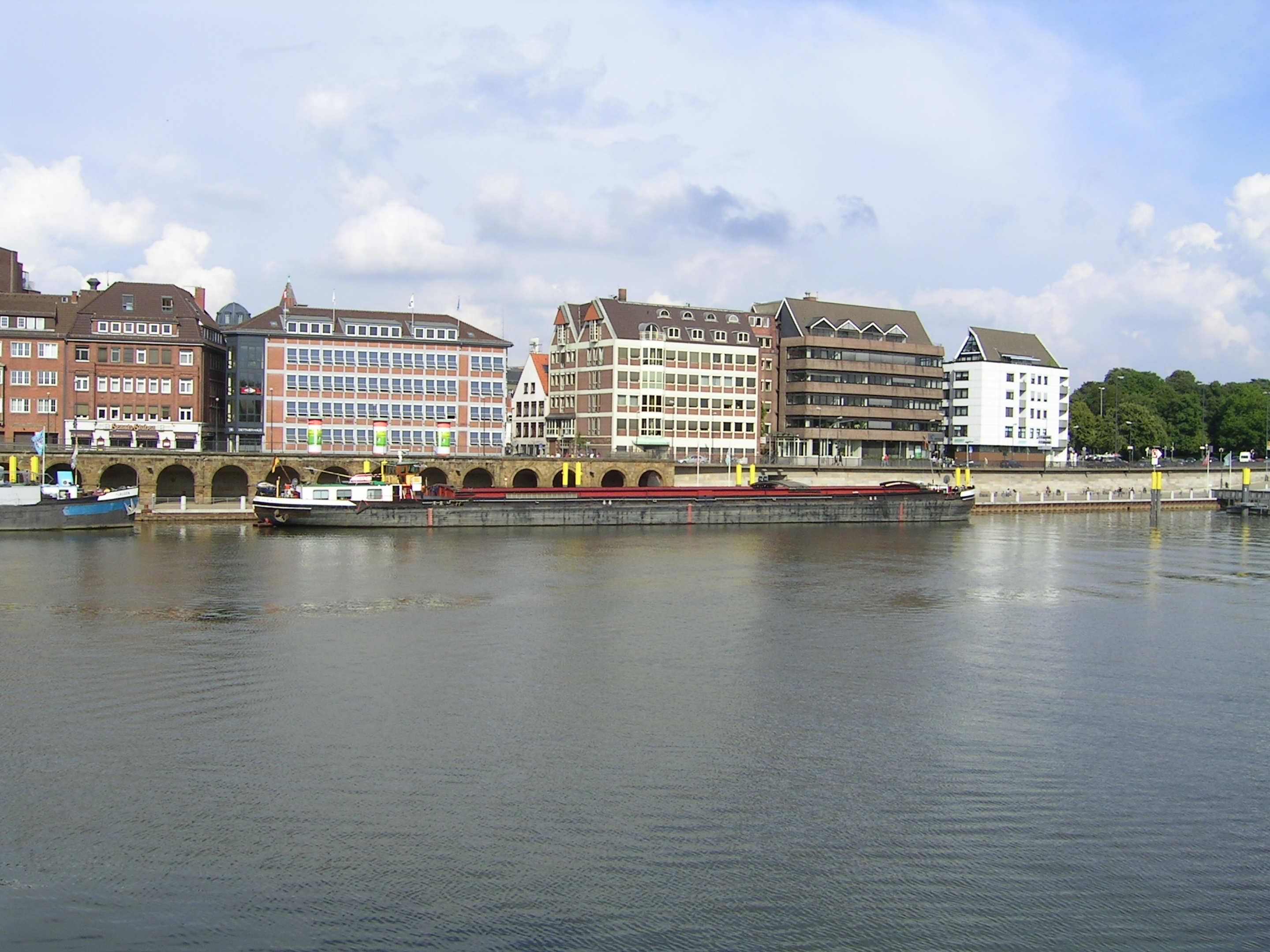
Östlicher Tieferbereich, rechts schließt der Osterdeich an. Neben dem Theaterschiff liegen meist Binnenschiffe

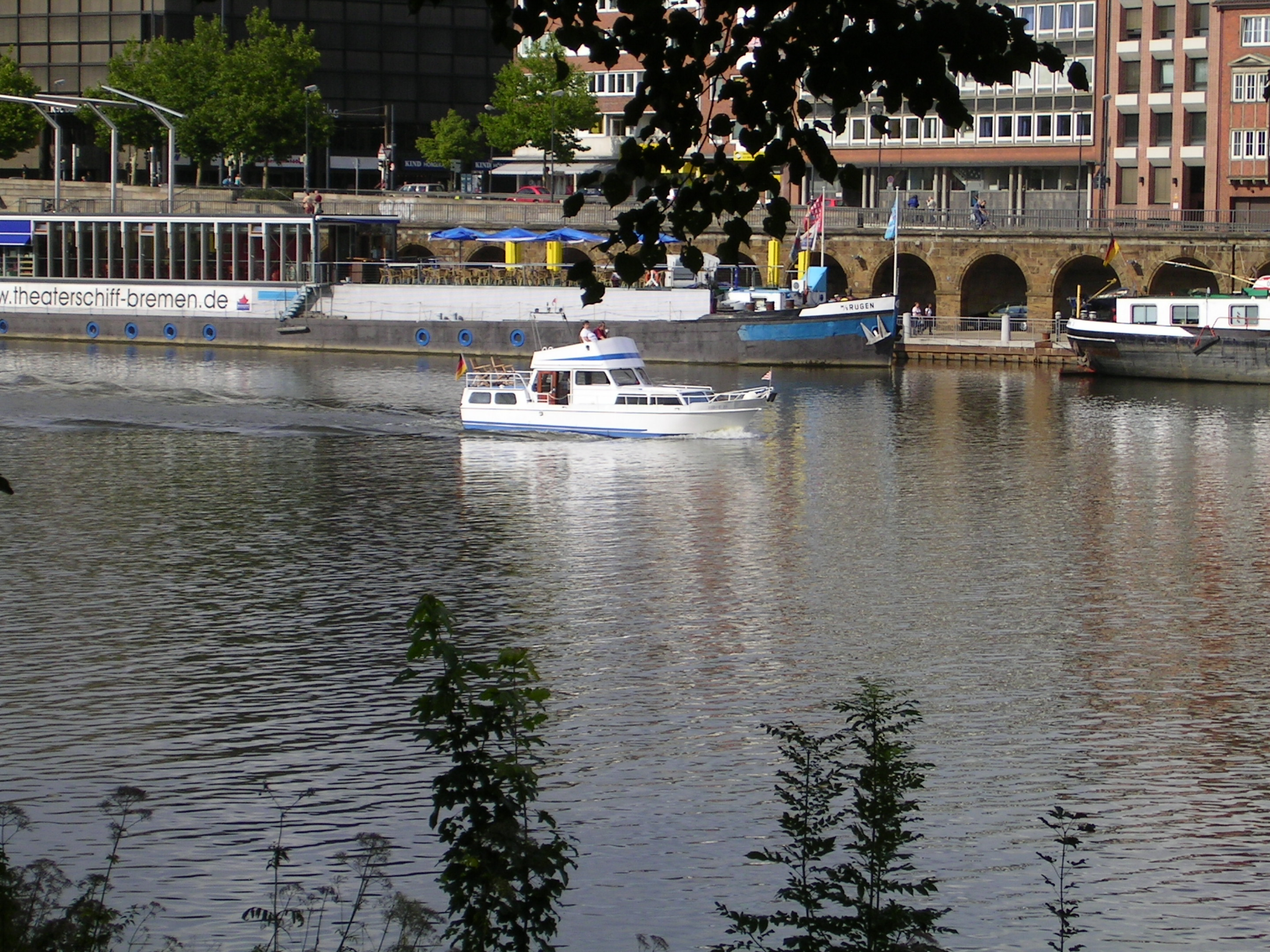
Links oberhalb der Weserarkaden und dem Theaterschiff das Windobjekt von Hein Sinken

Bei den Luftangriffen auf Bremen im Zweiten Weltkrieg wurden fast alle Häuser zerstört. Von 1960 bis 1985 wurden nur zur Schnoorseite neue Wohn- und Geschäftshäuser gebaut, zur Weserseite blieb die verbreiterte Straße offen. Die Verbindung zur Martinistraße wurde zur Verbesserung des Verkehrsflusses um einen zweispurigen Straßentunnel erweitert.
Auf den Weserarkarden steht seit 1978 ein Windobjekt von Hein Sinken, bestehend aus Stangen und drei beweglichen Edelstahlflügeln.
Direkt an der Weser entlang verläuft die Weserpromenade, die zum Beispiel von der parallel verlaufenden Tiefer über zwei Treppen erreichbar ist. Diese Promenade führt vorbei an der Martinikirche und ist durch die Schlachte bekannt. An der Weserkaje liegt das Theaterschiff Bremen. Weseraufwärts haben zumeist mehrere Binnenschiffe an der Kaje festgemacht.

## Gebäude und Anlagen
An der Tiefer befinden sich vier- bis fünfgeschossigen Gebäude:
- Nr. 2: 5.-gesch. Bürohaus mit u. a. der Bremer Beamtenbaugesellschaft
- Nr. 4: 5.-gesch. Bürohaus mit u. a. einem Speditionsunternehmen
- Nr. 5: 4.-gesch. Bürohaus mit u. a. der Dettmer Group
- Nr. 8: 4.-gesch. Bürohaus mit u. a. einem Restaurant
- Nr. 9: 4.-gesch. Bürohaus
- Nr. 10: 5.-gesch. Bürohaus von um 1978 nach Plänen von Gert Schulze
- Nr. 12: Bürohaus, 1963 gebaut für die Argo Reederei
- Nr. 14: 5.-gesch. Wohn- und Geschäftshaus